# Wulfsige von York
Wulfsige († zwischen 830 und 837) war Erzbischof von York. Er wurde um 808 zum Bischof geweiht und trat sein Amt an. Wulfsige starb zwischen 830 und 837.
Über Wulfsiges Leben ist kaum etwas bekannt. Er war Empfänger eines Briefes des Bischofs von Lindisfarne Ecgred, der jedoch verschollen ist.